# Spiros Kiprianu
Spiros Kiprianu, gr. Σπύρος Κυπριανού (ur. 28 października 1932 w Limassolu, zm. 12 marca 2002 w Nikozji) – cypryjski polityk, parlamentarzysta i minister, założyciel i długoletni lider Partii Demokratycznej, przewodniczący parlamentu (1976–1977, 1996–2001), a w latach 1977–1988 prezydent Cypru.

## Życiorys
Na studia wyjechał do Wielkiej Brytanii, gdzie założył stowarzyszenie zrzeszające cypryjskich studentów. Kształcił się w zakresie ekonomii w City of London College, a także w zakresie prawa w Gray’s Inn. W 1952 został sekretarzem Makariosa III w Londynie. Działał na rzecz niepodległości Cypru, w 1959 wziął udział w podpisaniu stosownych porozumień międzynarodowych.
W 1960 otrzymał nominację na ministra sprawiedliwości, niespełna tydzień później przeszedł na stanowisko ministra spraw zagranicznych, które zajmował do 1972. W 1974, po zamachu stanu, udał się wraz z Makariosem III do Londynu. Przewodniczył cypryjskiej delegacji do Zgromadzenia Ogólnego ONZ, a po upadku przewrotu jeszcze w tym samym roku powrócił na Cypr.
W 1976 założył Partię Demokratyczną, której przewodniczył nieprzerwanie do 2000. Również w 1976 objął funkcję przewodniczącego Izby Reprezentantów. W 1977, po śmierci Makariosa III, został pełniącym obowiązki prezydenta, a następnie prezydentem Cypru. W grudniu tegoż roku terroryści z organizacji EOKA-B porwali jego syna. Prezydent nie uległ ich żądaniom, jego syn wkrótce został zwolniony.
W wyborach w 1978 był jedynym kandydatem na urząd prezydenta, zaś w wyborach w 1983 z powodzeniem ubiegał się o reelekcję. W 1988 nie został wybrany na kolejną kadencję, przegrał wówczas w pierwszej turze głosowania. Pozostał aktywny w krajowej polityce, w latach 1996–2001 ponownie kierował cypryjskim parlamentem.
W 1956 ożenił się z Mimi Papateoklitu (zm. 2021). Miał dwóch synów, w tym polityka Markosa.